# Endmoränenlandschaft bei Ringenwalde
Das Naturschutzgebiet Endmoränenlandschaft bei Ringenwalde liegt auf dem Gebiet der Gemeinde Temmen-Ringenwalde im Landkreis Uckermark im Biosphärenreservat Schorfheide-Chorin in Brandenburg.
Das Gebiet mit der Kenn-Nummer 1052 wurde mit Verordnung vom 1. Oktober 1990 unter Naturschutz gestellt. Das rund 569 ha große Naturschutzgebiet mit dem Libbesickesee erstreckt sich südlich von Götschendorf, einem Ortsteil der Gemeinde Milmersdorf. Durch das Gebiet hindurch verläuft die Landesstraße L 73. Am westlichen Rand erstreckt sich der Lübelowsee und nordöstlich der 46 ha große Kleine Krinertsee und der 74 ha große Große Krinertsee.

## Bedeutung
Das Gebiet wird unter Schutz gestellt
- zur Erhaltung und Förderung der Lebensräume bedrohter Tier- und Pflanzenarten, vor allem der naturnahen Waldgesellschaften in der besonders typisch ausgebildeten Endmoränenlandschaft,
- aus landeskundlichen und erdgeschichtlichen Gründen.